# Ilha do Cardoso

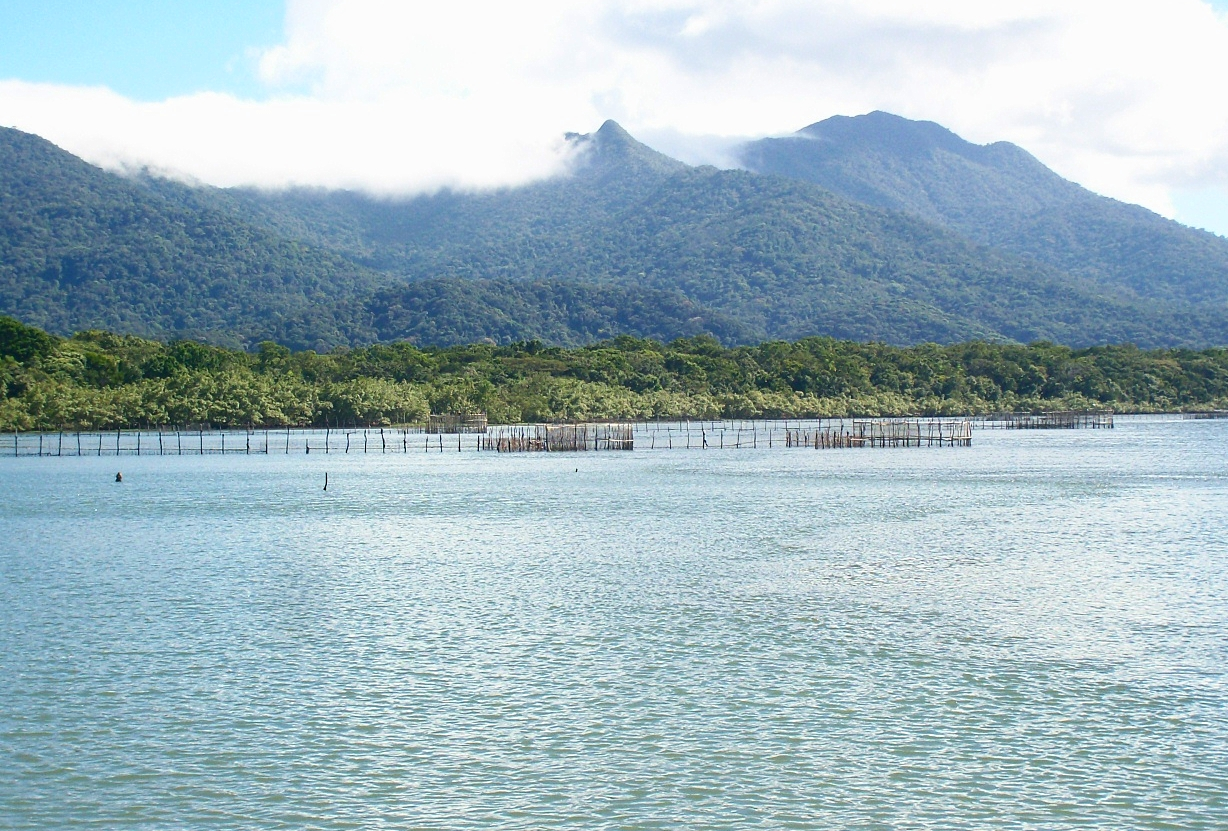

L'Illa de Cardoso és una illa brasilera situada a la ciutat de Cananéia en el litoral sud de São Paulo, a més de fer frontera amb l'estat de Paraná.
Regió protegida pel Govern de l'Estat de São Paulo a través de la creació del Parc Estadual de la Ilha do Cardoso, o PEIC, e 3 de juliol de 1962, a causa de la riquesa del medi ambient. Posseeix importants ecosistemes marítim-estuaris i de la Mata Atlântica.
El Parc Estadual és habitat per a prop de 480 persones. La seva població és formada per caiçaras que viuen de la pesca i de la cultura de subsistència. A més dels caiçaras l'Illa de Cardoso va ser envaïda en 1992 per indis Guaranis Mbya vinguts del Paraguai. La població indígena a l'Illa varia de 25 a 100 persones. Aquestes població viu principalment de cistelles bàsiques del govern federal, de la caça i del tall del margalló juçara, totes activitats il·legals però que són ignorades pel parc.
L'illa encara té impacte fort de gossos domèstics que són vistos comunent caçant la fauna nativa, com queixades i cutias.